# Mesopolia
Mesopolia is een geslacht van vlinders uit de familie zakjesdragers (Psychidae). De wetenschappelijke naam van het geslacht is voor het eerst geldig gepubliceerd in 1897 door Thomas de Grey Walsingham.
De typesoort van het geslacht is Mesopolia inconspicua Walsingham, 1897

## Soorten
- Mesopolia inconspicua Walsingham, 1897
- Mesopolia ophiocephala (Meyrick, 1933)